# Li Jialun
Li Jialun, född 13 januari 1993, är en kinesisk bågskytt. Han deltog vid olympiska sommarspelen 2020.